# Samogłoska tylna
Samogłoska tylna – samogłoska wymawiana z przesunięciem języka ku tyłowi jamy ustnej.
W międzynarodowej transkrypcji fonetycznej IPA przewidziano odrębne symbole dla 9 samogłosek tylnych:
- samogłoska przymknięta tylna niezaokrąglona [ɯ]
- samogłoska przymknięta tylna zaokrąglona [u]
- samogłoska prawie przymknięta tylna scentralizowana zaokrąglona [ʊ]
  - Choć niezaokrąglony odpowiednik tej samogłoski nie posiada odrębnego symbolu, można go transkrybować jako przesuniętą ku szwie samogłoskę przymkniętą tylną niezaokrągloną [ɯ̽].
- samogłoska półprzymknięta tylna niezaokrąglona [ɤ]
- samogłoska półprzymknięta tylna zaokrąglona [o]
- samogłoska półotwarta tylna niezaokrąglona [ʌ]
- samogłoska półotwarta tylna zaokrąglona [ɔ]
- samogłoska otwarta tylna niezaokrąglona [ɑ]
- samogłoska otwarta tylna zaokrąglona [ɒ]

Handbook of the International Phonetic Association definiuje samogłoskę [ʊ] jako przesunięty ku szwie odpowiednik samogłoski kardynalnej [u], więc można ją alternatywnie zapisać [u̽].